# Колима (річка)
Колима́ (рос. Колыма́, якут. Халыма) — річка на північному сході Росії  (Якутія, Магаданська область). Довжина — 2129 км, сточище — 643 тис. км².
Річка утворюється від злиття річок Аян-Юрях і Кулу, що беруть початок на Охотсько-Колимському нагір'ї. Впадає у Колимську затоку Східно-Сибірського моря трьома головними протоками: Кам'яна Колима — права, судноплавна, Походська Колима і Чукоч'я. Довжина дельти — 110 км, площа — 3000 км².

## Гідрологія

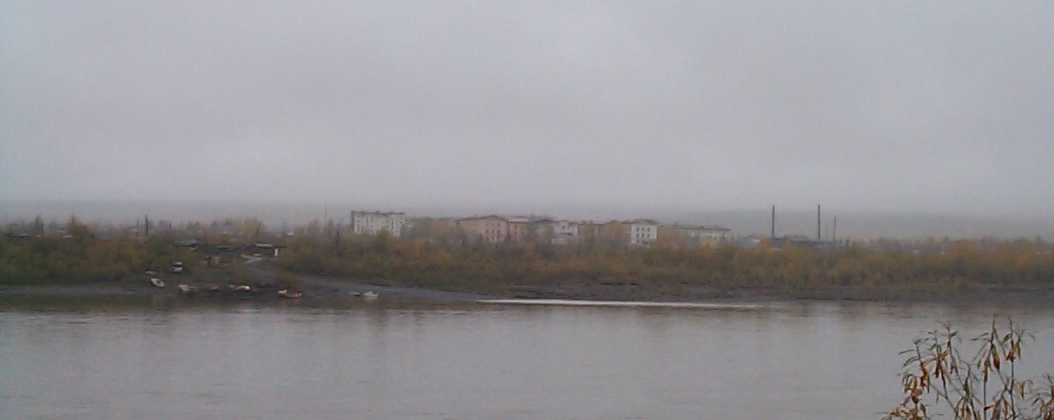
Дебін за Колимою осіннього ранку

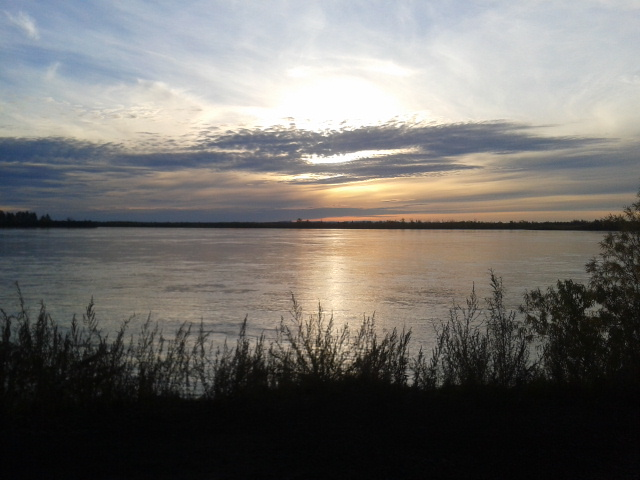
Вид зі сторони Зирянки

Живлення річки змішане: снігове (47 %), дощове (42 %) і підземне (11 %). Повноводність з середини травня по вересень. Розмах коливань рівня до 14 м. Середньорічні витрати води — біля Середньоколимська (641 км від гирла) 2250 м³/с, найбільший — 25 100 м³/с (червень), найменший — 23,5 м³/с (квітень). Річний стік в гирлі 123 км³ (3900 м³/с). Середній річний стік наносів 5,5 млн т. В літній час рівень води в Колимі падає, і лише в період дощів спостерігається підйом води та утворення короткочасних паводків. Температура води у річці низька — 10—15 °C, і лише на спокійних ділянках наприкінці липня — початку серпня досягає 20—22 °C. Замерзає в середині жовтня, рідше наприкінці вересня. Перед льодоставом льодохід і шугохід, тривалістю від двох діб до місяця, зажори. Взимку наледеніння, руслові та обширні ґрунтові. Крига скресає в другій половині травня — на початку липня. Льодохід триває від 2 до 18 діб.
Спостереження за водним режимом річки проводилось протягом 23 років (1978–2000) на станції в поселені Колимське, розташованого за 283 км від гирла, впадіння її в Колимську затоку. Середньорічна витрата води яка спостерігалася тут у цей період становила 3254,33 м³/с для водного басейну 526 000 км², що становить близько 82 % від загальної площі басейну річки. За період спостереження встановлено, що річка розкривається в кінці травня — на початку червня, замерзає в середині жовтня, рідше в кінці вересня. Мінімальний середньомісячний стік за весь період спостереження становив 186,53 м³/с (у квітні), що становить лише 1,25 % від максимального середньомісячного стоку, який відбувається у червні місяці та становить — 14 901,87 м³/с і показує надзвичайно високу амплітуду сезонних коливань.
За період спостереження, абсолютний мінімальний місячний стік (абсолютний мінімум) становив 30,6 м³/с (у квітні 1979 року), абсолютний максимальний місячний стік (абсолютний максимум) становив 26 201 м³/с (у червні 1985 року).

## Господарське використання

### Судноплавство
Колима судноплавна від гирла річки Бахапча (регулярне судноплавство — від Сеймчана); навігація 4-5 місяців. Основні порти: Сеймчан (Колимське), Зирянка і в гирлі Черський (Зелений Мис).

### Гідроенергетика
На річці розташована Колимська ГЕС, яка забезпечує електроенергією більшу частину Магаданської області та Магадана, зводиться Усть-Середньоканська ГЕС.
В басейні Колими — родовища золота.
В низинах рибний промисел (ряпушка, муксун, сиг, нельма, омуль).

## Концентраційні табори
В басейні Колими на початку 1930-х років розмістили групу концтаборів, які входили в систему «Дальстроя». До 1955 року в цих таборах перебувало 3,5 мільйонів в'язнів, серед яких значна частина українців та росіян.